# Aphelandra squarrosa
Espèce
Aphelandra squarrosa est une espèce de plantes à fleurs de la famille des Acanthacées.